# José Caraveo Grimaldi
José Caraveo Grimaldi  (La Orotava, 1687-Pamplona, 1762) fue un  mariscal de campo de los reales ejércitos de Fernando VI de España y Carlos III de España, conquistador y gobernador de la ciudad española de Pamplona.

## Trayectoria
En 1727 impulsó con fondos propios la creación un tercio conocido como «Tercio de Canarias»  para ayudar a Felipe V de España en su lucha contra el Archiduque de Austria,  conocido hoy en día como batallón de infantería ligera de Canarias. Fue destinado a Alicante bajo las órdenes del José Carrillo de Albornoz para participar en la Conquista española de Orán de 1732 con la toma del Castillo de Mazalquivir y reconquista de Orán. A los 3 días el tercio de insulares a su mando fue el primero en llegar apoderándose así de la ciudad argelina, al grito de «Canarios los que tenéis aquí delante son infieles, los que dejáis atrás son cristianos, aquellos os temen y estos os observan, adelante pues llegó la hora de mostrar nuestro valor».
Luego fue nombrado mariscal e intervendría en 1735 en la conquista de Nápoles y Sicilia; vivió en la corte italiana junto al rey Carlos, al que acompañó a España cuando fue llamado para ocupar el trono como Carlos III de España.
Fue nombrado encargado de la plaza de Gibraltar y más tarde (1761) gobernador de la ciudad española de Pamplona, donde fallecería al año siguiente.
También fue autor de una versión de las Memorias del marqués de Feuquières, que escribió durante su estancia en Italia. La obra nunca llegó a publicarse porque el original se perdió.